# Gmina Kõlleste
Gmina Kõlleste (est. Kõlleste vald) – gmina wiejska w Estonii, w prowincji Põlva.
W skład gminy wchodzi:
- 12 wsi: Häätaru, Ihamaru, Karaski, Karilatsi, Krootuse, Palutaja, Piigaste, Prangli, Tuulemäe, Tõdu, Veski oraz Voorepalu.